# 性差医療
性差医療（せいさいりょう）とは、男女の様々な差異により発生する疾患や病態の差異を念頭において行う医療である。また、これらの差異を研究する学問は性差医学（せいさいがく）と呼ばれる。

## 概要
これまでの医学は成人男性を標準として、病態とその推移、診断方法、治療方法などを確立してきた。しかし近年では、同じ疾患に対する危険因子（リスクファクター）でも寄与度に男女差がある場合があること、同じ医薬品でも効果に男女差がある場合があることなどが明らかになりつつある。原因として男女のホルモンバランスの違い（生物学的要因）や生活習慣の違い（社会文化的要因）などが挙げられているが、いずれにしても男性を基準として作成した診断方法や治療方法をそのまま女性に適用した場合、最良の医療とはならない可能性がある。性差医療とは、これらにおける男女差を研究し、医療に反映させようという行いである。
2007年現在では女性専門外来の存在などに特徴づけられているが、性差医療の先に求められているものは「女性を専門に」もしくは「男性を専門に」対象とする医療ではなく、オーダメイド医療のような（性別をひとつの特徴とする）個々人の特性にかなった医療である。

## 性差が認められる例

### 疾患の発症
生殖器疾患など、解剖学的な理由により男性にのみ、もしくは女性にのみ発症する疾患を除いてもなお、男性に多くみられる疾患・女性に多くみられる疾患が存在する。気胸や痛風は男性に多く発症が見られる疾患の例であり、全身性エリテマトーデスや鉄欠乏性貧血は女性に多く発症が見られる疾患の例である。
2000年に日本人の成人男女を対象に行った調査では、メタボリックシンドロームの有病率は男性で12.1%、女性で1.7%と開きがあった。また年代別に見ると、男性は30歳代で有病率が上昇し始め、40歳代以降の年代ではほぼ横這いであったのに対し、女性は50歳代から有病率が上昇し始めることが報告された。

### 生活習慣病のリスクファクター
糖尿病を患っている人が心疾患により死亡する危険性は糖尿病を患っていない人より高く、その割合は男性よりも女性の方が高いと報告されている。また、メタボリックシンドロームにより心血管系疾患を発症し死亡する人の割合は、男性よりも女性の方が高いと報告されている。これらのことから、複数の心疾患のリスクファクターが重なった場合、それによる危険性の上昇率は男性よりも女性の方が高いだろうと指摘されている。
また、虚血性心疾患のリスクが有意に下がるHDLコレステロール量は男性で45mg/dL以上、女性で60mg/dL以上であると報告されており、低HDLコレステロール血症の診断基準に男女差を設けるべきであるという意見もある。

### 疼痛
健康な男女に同じ疼痛刺激を加え、脳内のどの領域が活性化するかを調査した実験では、男女共に同じ領域が活性化することが報告されている。また、痛みを感じている間は不活性化する領域が女性にのみ存在することが報告されている。
健康な人と過敏性腸症候群患者のそれぞれの直腸及びS字結腸に伸展刺激を与え、不快を感じる閾値（刺激量）を調べた実験では、男性ではそれぞれに差が見られないのに対し、女性では健康な人の方が閾値が高いことが報告された。また健康な女性の方が、健康な男性より閾値が高いことが報告された。対して健康な男女の皮膚に侵害刺激を与える試験では、女性の方が閾値が低く、痛みを強く申告するという結果となった。このように刺激が予測できる安全な試験では、女性は男性より痛みを強く申告する（男性が痛みを過小申告する）傾向があると指摘されている。
性周期（月経周期）に関連した痛覚の変化に関する研究報告には一貫性のなさが見られ、性周期による影響は小さいかもしれないとされている。なお、これらの研究のいくつかには、実験手法に問題があるとも指摘されている。